# Яремовка (Полтавская область)
Яремовка (укр. Яремівка) — село, Демидовский сельский совет, Кременчугский район, Полтавская область, Украина.
Код КОАТУУ — 5322481007. Население по переписи 2001 года составляло 31 человек.

## Географическое положение
Село Яремовка находится на берегах реки Сухой Омельник, выше по течению на расстоянии в 2 км расположено село Найденовка, ниже по течению на расстоянии в 0,5 км расположено село Радочины. Река в этом месте пересыхает, на ней сделано несколько запруд.

## История
- Есть на карте 1826-1840 годов как Аврамовка.[3]
- В 1862 году в деревне казачей и владельческой Аврамовка было 18 дворов где жило 100 человек.[4]
- В 1911 году на хуторе Абрамовка была земская школа и проживало 515 человек.[5]
- до 1845 года хутора Овраменские.[6]